# Dinoloco
Dinoloco (in greco antico: Δεινολόχος?, Deinolóchos; in latino Dinolochus; Siracusa, ... – ...; fl. intorno al 486 a.C.) è stato un commediografo siceliota.

## Biografia
Discepolo (o figlio) del maestro della commedia Epicarmo, Dinoloco sarebbe stato anch'egli di Siracusaː la datazione per il suo floruit è data dalla notizia che avrebbe esordito intorno al 486 a.C.
Eliano lo considera un antagonista di Epicarmo nella commedia dorica. La Suda gli attribuisce 14 commedie in dialetto dorico.

## Commedie
Da varie fonti, abbiamo 14 frammenti e 6 titoli di commedie di Dinolocoː Amazzoni, Altea, Medea, Telefo, Folo, Commediotragedia. In realtà, ci resta un unico frammento testuale, un tetrametro trocaico catalettico.
Ben dieci frammenti di Dinoloco provengono dalle commedie di argomento mitologico, che, si può pensare, egli sviluppò secondo la tendenza, ben nota, di Epicarmo alla parodia dei grandi cicli epico-mitologici, tra l'altro introducendo, forse per primo, il termine "commediotragedia", che avrebbe avuto fortuna nella forma "tragicommedia" in Plauto, per indicare una commedia con personaggi del teatro tragico.